# 以赛亚·奥金斯
以赛亚·奥金斯（Isaiah Oggins，1898年7月22日—1947年），又被称作“Ysai”或“Cy”，生于美国康涅狄格州，1923年加入美国共产党，他也是苏联秘密警察的间谍。在欧洲、远东为苏联效劳。1939年2月20日，奥金斯因涉嫌叛国罪在莫斯科被捕，在古拉格监禁系统中被囚8年，最后被斯大林下令处决。